# Porotrichum callicostelloides
Porotrichum callicostelloides là một loài rêu trong họ Neckeraceae. Loài này được Broth. ex Thér. mô tả khoa học đầu tiên năm 1917.